# Moulin du Wahier
De Moulin du Wahier is een watermolen in de Henegouwse plaats Vloesberg, gelegen aan Bichurées 1.
Deze watermolen op de Ruisseau de l'Ancre van het type onderslagmolen fungeerde als korenmolen en als schorsmolen.
Al in 1275 was er sprake van een watermolen op deze plaats. De huidige molen stamt uit de 19e eeuw en in 1860 was hij in bedrijf als koren- en schorsmolen. In 1884 brandde de molen af om daarna weer herbouwd te worden. Naast waterkracht werd ook stoomkracht ingezet.
Het metalen onderslagrad is, evenals het sluiswerk, overdekt. Aan de uiteinde van de as bevinden zich wielen die afkomstig zijn van een tank uit de Tweede Wereldoorlog. De schoepen zijn echter verdwenen, evenals de maalinrichting. Het geheel bevindt zich in een stenen molenhuis dat dwars op de waterloop staat.